# Zbigniew Jaworski (wojskowy)
Zbigniew Jaworski (ur. 10 lutego 1897 w Bielsku Podlaskim, zm. 25/26 lutego 1918 w Pobołowie) – porucznik Wojska Polskiego, kawaler Orderu Virtuti Militari.

## Życiorys
Urodził się 10 lutego 1897 w Bielsku Podlaskim, ówczesnym mieście powiatowym guberni grodzieńskiej, w rodzinie Ludgerda i Krystyny z Głębockich. Ukończył gimnazjum w Kamieńcu Podolskim, a następnie Szkołę Wojskową w Kijowie. W latach 1915–1917 służył w armii rosyjskiej, a później w 8 pułku strzelców polskich na stanowisku dowódcy plutonu. Poległ w nocy z 25 na 26 lutego 1918 w walce z bolszewikami o wieś Pobołowo. Był kawalerem, bezdzietnym.

20 października 1921 były dowódca zbiorczej kompanii 8 pułku strzelców polskich, kapitan Aleksander Rosiński we wniosku na odznaczenie Orderem Virtuti Militari napisał: 

w nocy z 25 na 26 lutego 1918, w marszu 3 Dywizji Strzelców z Jelni do Bobrujska, straż przednia dywizji natknęła się na przeważające siły bolszewickie pod Pobołowem. Zbiorowa kompania 8 pułku strzelców wraz ze szkołą podoficerów 10 pułku strzelców otrzymała rozkaz opanowania Pobołowa celem zabezbieczenia dalszego marszu dywizji. Por. Jaworski, dowódca plutonu zbiorowej kompanii 8 pułku strzelców, zgłosił się jako ochotnik celem przeprowadzenia wywiadu pozycji nieprzyjacielskich. Zadanie to wykonał por. Jaworski wzorowo, gdyż zebrał dane, które dały możność z minimalnymi stratami opanować Pobołów. W ataku przy opanowaniu tegoż, por. Jaworski prowadząc swój pluton do ataku, poległ od kuli nieprzyjacielskiej, przy czym zwłoki zostały przewiezione do Bobrujska i złożone w bratnej mogile. Wymieniony wśród poległych w rozkazie I Korpusu Polskiego nr 203 § 8.

 1 grudnia 1921 wniosek „gorąco poparł” pułkownik Leon Silicki.

## Ordery i odznaczenia
- Krzyż Srebrny Orderu Wojskowego Virtuti Militari nr 6812 – 10 maja 1922[7][8][9]